# Судно ледового плавания

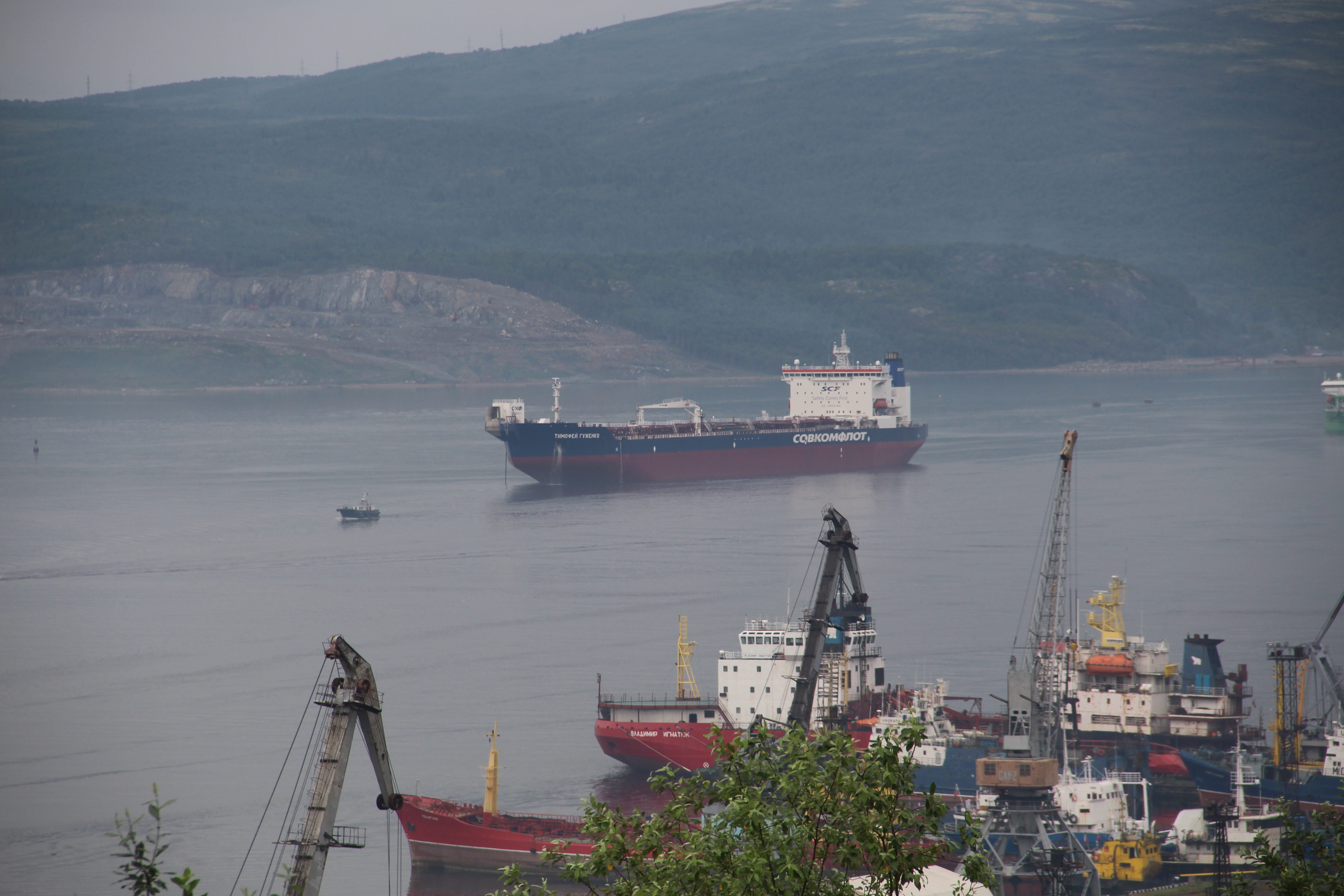
Ледокольная форма носа танкера Тимофей Гуженко.

Судно ледового плавания — класс судов, специально подготовленных для самостоятельного мореходства в акваториях полярных морей и для следования за ледоколами в особо тяжёлой ледовой обстановке. Обычно для этого класса используется неформальное название суда ледового класса.

## Конструкция
Как правило, геометрия обводов корпуса судов ледового плавания является промежуточной между обводами ледокола и формой обычного транспортного судна. Нередко на них для передачи мощности к гребным винтам используются гидротрансформаторные установки или электротрансмиссия.
Надёжность судна ледового плавания определяется его способностью выдерживать нагрузки, действующие на него во время хода в ледовых условиях с заданной скоростью, а также нагрузки от сжатия ледовыми массами. Различные регистрационные органы присваивают судам ледового плавания ледовые классы, которые определяют требования к мощности силовой установки, прочности корпуса, винтов, гребного вала и рулевых устройств.
Считается, что первое грузовое судно ледового плавания было создано в Швеции в 1837 году. Им стал деревянный колёсный пароход «Свитхиод», курсировавший между Стокгольмом и Любеком.

## Ледокольно-транспортные суда

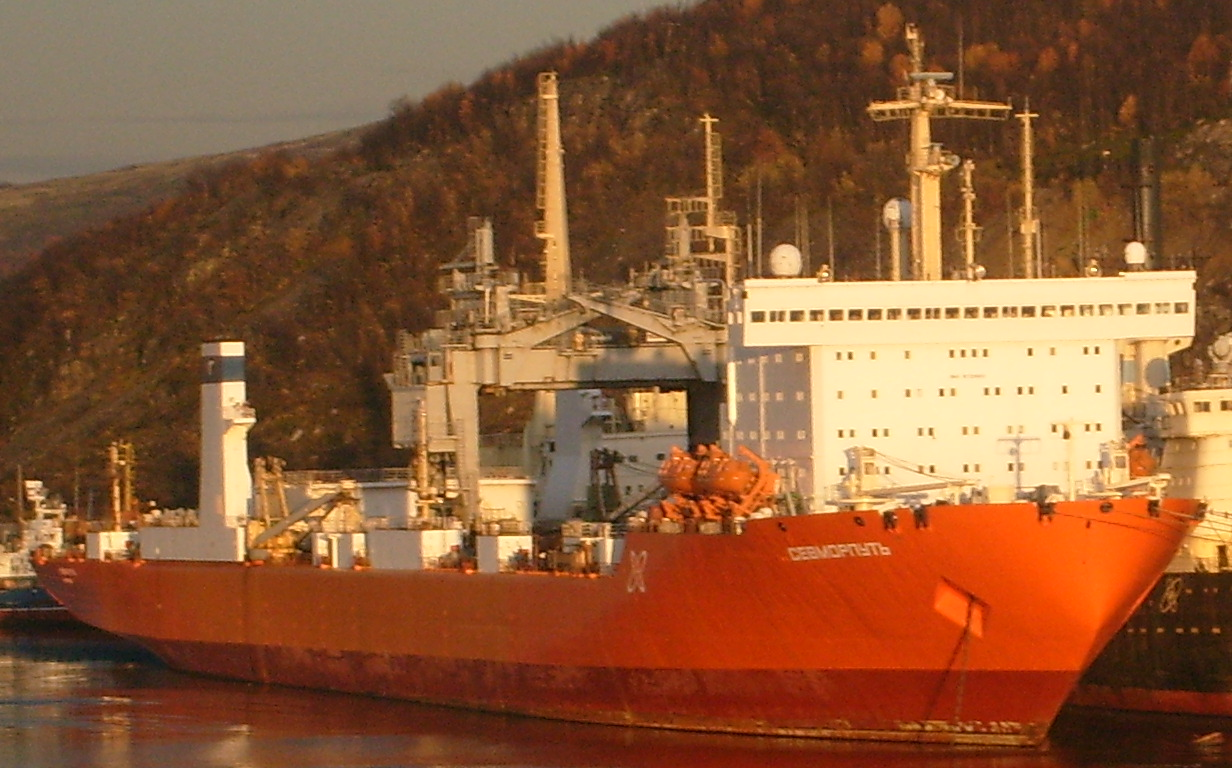
Лихтеровоз «Севморпуть».

К части судов ледового плавания применяется название ледокольно-транспортные суда, а именно, к таким грузовым и научно-исследовательским судам, которые способны к систематическому мореходству во льдах замерзающих неарктических и арктических морей во время всего навигационного сезона как самостоятельно, так и во взаимодействии с ледоколом[П1]. По примеру судов «Севморпуть» и «Отто Ган», которые к ним относят, суда ледового плавания называют ледокольно-транспортными, если мощность их судовых машин позволяет свободное плавание во льдах и они, скорее всего, не нуждаются в сопровождении ледоколом. При этом мощность на винтах у некоторых судов этого класса может быть сопоставима с самыми мощными из ныне существующих ледоколов. Например, мощность на винтах судов типа «Yamalmax» составляет 45 МВт, а тот же показатель атомных ледоколов проекта 10520 «Арктика» — 49,5 МВт.

## Суда двойного действия

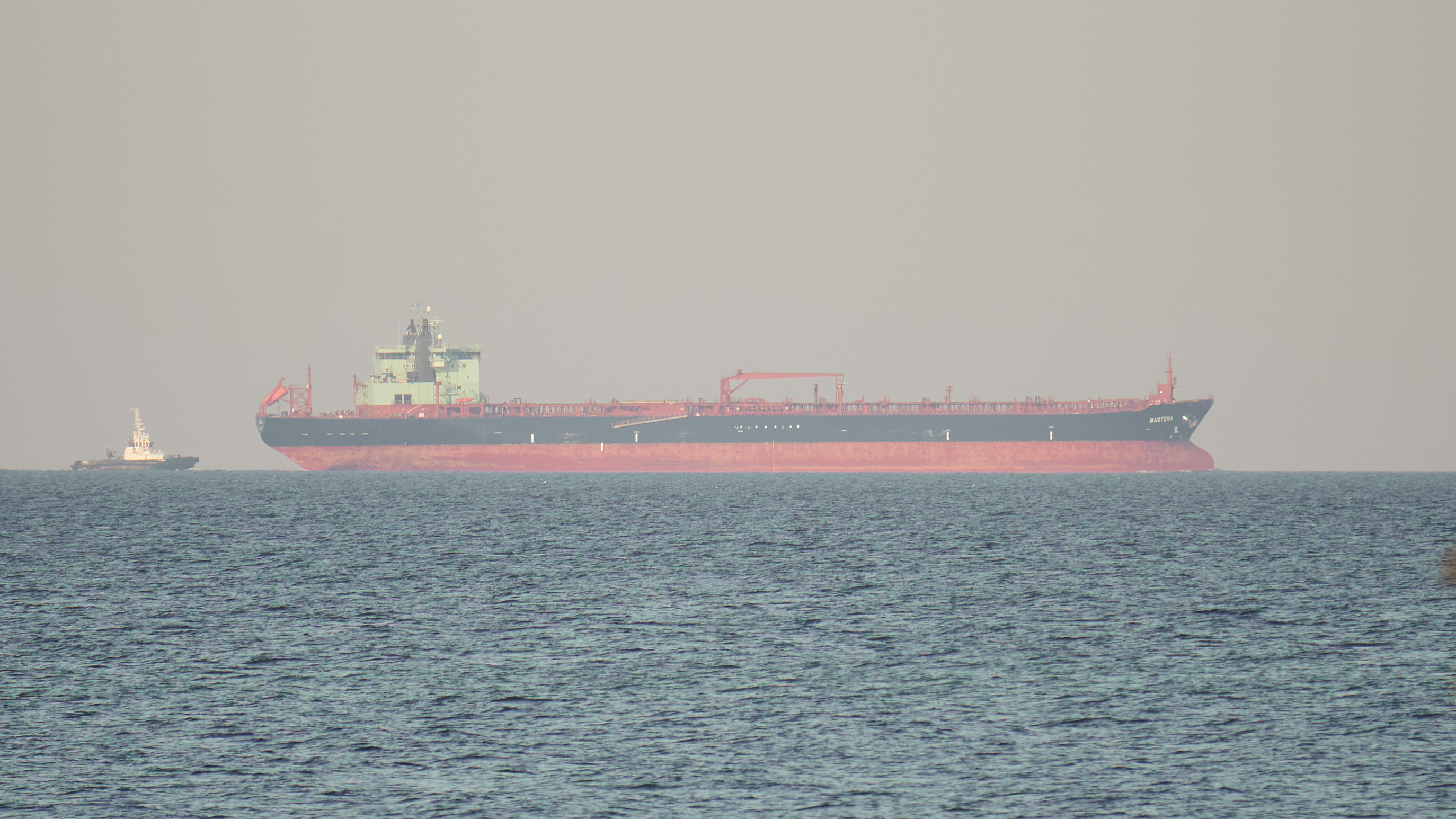
Танкер с бульбообразным носом и ледокольной кормой.

Одной из разновидностей судов ледового плавания являются суда двойного действия (англ. Double-acting ships)[П2]. Для движения во льдах они используют комбинированное действие кормы корабля, которая имеет ледокольную форму, и воздействие гребных винтов на лед. Эти суда могут иметь обычный выпуклый бульбообразный нос и могут быть способны двигаться во льдах только кормой. Преимуществом этих судов является то, что при движении через лед кормой не возникает тех нагрузок на корпус, которые возникают при раскалывании льда классическим способом, а воздействие гребных винтов на лед увеличивает их ледопроходимость. Из-за ледокольного использования кормы, корабли этого типа невозможно оборудовать обычным судовым рулем и они могут управляться только винторулевыми колонками[П3].